# Andreas Papaemanuil
Andreas Papaemanuil (gr. Ανδρέας Παπαεμμανουήλ) (ur. 18 lutego 1939 w Faleronie, zm. 1 marca 2020) – grecki piłkarz występujący na pozycji napastnika. Trener piłkarski.

## Kariera klubowa
Papaemanuil zawodową karierę rozpoczynał w 1958 roku w barwach Panathinaikosu. Jego barwy reprezentował przez 11 lat. W tym czasie zdobył z klubem pięć mistrzostw Grecji (1960, 1961, 1962, 1964, 1965) oraz Pucharze Grecji (1967). W 1969 roku odszedł do australijskiego Canterbury, jednak jeszcze w tym samym roku wrócił do Grecji, gdzie został graczem AEK Ateny. W 1971 roku wygrał z nim Puchar Grecji. W 1972 roku zakończył karierę.

## Kariera reprezentacyjna
W reprezentacji Grecji Papaemanuil zadebiutował 3 grudnia 1958 w zremisowanym 1:1 meczu eliminacji Mistrzostw Europy 1960 z Francją. 3 maja 1961 w wygranym 2:1 pojedynku eliminacji Mistrzostw Świata 1962 z Irlandią Północną strzelił dwa gole, które były jednocześnie jego pierwszymi w kadrze.
W latach 1958–1965 w drużynie narodowej Papaemanuil rozegrał łącznie 16 spotkań i zdobył 6 bramek.